# Robert Wagner
Robert John Wagner (Detroit, Michigan, 1930. február 10. –) amerikai színész és producer.
Legismertebb szerepei Alexander Mundy (It Takes a Thief, 1968–70), Jonathan Hart (Hart to Hart, 1979-1984), Második (Austin Powers, 1997, 1999, 2002). Magyarországon ezeken kívül a Hart to Hart sorozatból készült Nyomoz a páros című filmek főszereplőjeként, illetve a Két pasi – meg egy kicsi, valamint az NCIS című sorozatok visszatérő vendégszereplőjeként találkozhatunk vele. Ez utóbbiban a Michael Weatherly által alakított Anthony DiNozzo édesapját alakította. Érdekesség, hogy a Natalie Wood életéről készített filmben, a Natalie Wood rejtélyes életében Weatherly alakította Robert Wagner szerepét.
Wagner önéletrajzi könyve a Pieces of My Heart: A Life Scott Eyman írásában 2008. szeptember 23-án jelent meg.

## Fiatalkora

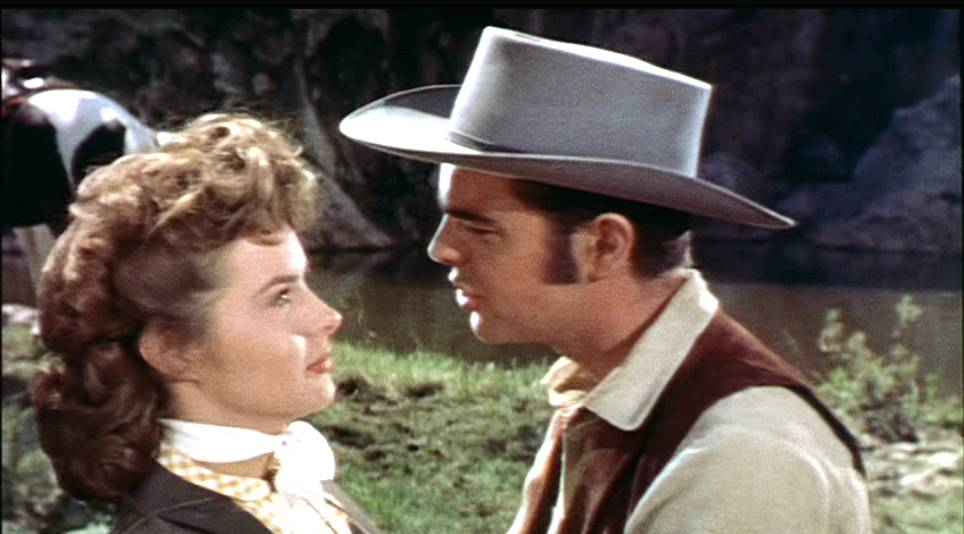
Wagner (jobbra), Jean Petersszel 1954-ben (Broken Lance)

Detroitban, Michigan államban született. Édesanyja, Hazel Alvera (született Boe), telefonos operátor, és édesapja Robert John Wagner Sr., utazó ügynök volt, aki a Ford Motor Companyban dolgozott. Apai nagyszülei Németországban születtek. Anyai nagyszülei norvég származásuak voltak. Wagnernek van egy húga, Mary. Diplomáját a Santa Monica High School-ban szerezte, 1949-ben. 20 évesen játszotta első szerepét a The Happy Years (1950) című filmben, de számos katonai filmben is játszott kisebb szerepeket (pl.: With a Song in My Heart (1952)). Ez utóbbi filmben való szereplését követően szerződtették a 20th Century Fox-hoz.
Clifton Webb-bel szerepelt a Stars and Stripes Forever (1952) és a Titanic (1953) filmekben. Ezeket olyan filmek követték mint a The War Lover (1962) Steve McQueennel, The Condemned of Altona és A Rózsaszín Párduc (1963).

## Pályafutása
1967-ben Wagner a Universal Studiosszal köt szerződést. 1968-ban Lew Wasserman meggyőzi Wagnert, hogy szerepeljen az It Takes a Thief sorozatban. Úgy tűnt, kezdeti sikerei ezzel a szereppel a végéhez értek, ekkor ugyanis mégsem kapta meg James Bond szerepét (Őfelsége titkosszolgálatában).
1972-ben producerként és színészként is közreműködött a Madame Sin c. thriller filmben Bette Davis oldalán. Ugyan ebben az évben forgatta a Pokoli torony katasztrófafilmet Steve McQueennel, Paul Newmannel és Faye Dunawayjel.
Az 1970-es évek közepén érkezett karrierje csúcspontjára. 1974-ben ismét az Universal Studioshoz ment és Eddie Albert oldalán szerepelt a Switch című televíziós sorozatban. Eddie Alberttel való barátsága a 60-as évek elején kezdődött, Alberttel több filmben is együtt szerepeltek. A Switch sorozat után is barátok maradtak, egészen Albert 2005. május 26-án bekövetkező haláláig. A temetésén Wagner mondott beszédet.
Wagner és Wood szerződést kötöttek Aaron Spellinggel és Leonard Godlberggel, mely szerint 50%-os részesedés illeti őket három az ABC-n futó televíziós sorozat után. Ebből csak egy sorozat került a képernyőre, a nagy sikerű Charlie's Angels (Charlie Angyalai). Később Wágner évekig pereskedett az őket megillető haszon összegéről.
Wagner és Wood együtt játszottak a Cat on a Hot Tin Roof (Macska a forró bádogtetőn–1976) televíziós verziójában, a Laurence Olivier Presents sorozat részeként. Wood egy cameoszerep erejéig a Hart to Hart sorozatban is feltűnt.
Robert Wagner egyik leghíresebb szerepe Jonathan Hart volt, a Hart to Hart sorozatban, amelyben Stefanie Powersszel alakítottak egy gazdag házaspárt, akiket mindig megtalált a baj.
Wagner vendégszereplőként a The Streets of San Francisco (San Francisco utcáin) pilot epizódjában is megjelent.
Az It Takes a Thief-ben való szereplésért Emmy-díjra Jonathan Hart szerepéért pedig négy Golden Globe-díjra jelölték.

## Magánélete
A Titanic (1953) forgatása alatt, 22 évesen ismerkedett meg a 45 éves Barbara Stanwyckkel. Négy évig folytattak viszonyt, amit a nagy korkülönbség miatt karrierjük érdekében titokban tartottak.
1957. december 28-án feleségül vette Natalie Wood színésznőt. A párnak hamarosan anyagi problémái lettek. Wagner ekkor a Foxnál dolgozott, ahol többek között Marlon Brando és Paul Newman árnyékába került. 1961 szeptemberében a pár különköltözött, majd a következő év áprilisában el is váltak.
Wagner ezután Európába utazott, hogy filmes szerepeket kapjon. Itt ismerkedett meg Marion Marshall-lal. 1963. tavaszán Wagner, Marshall és annak két fia visszaköltözött Amerikába. 1963. július 22-én összeházasodtak. Nemsokára megszületett lányuk, Katie Wagner (1964. május 11.). Közel kilenc év után 1971. április 26-án elváltak. Wagnernek ezután Tina Sinatrával volt kapcsolata.
Wagner és Wood mindvégig kapcsolatban maradtak. Utóbbi rövid életű házassága Richard Gregsonnal 1972-ben végéhez ért. 1972. július 16-án Wagner és Wood ismét összeházasodtak. 1974. március 9-én megszületett egyetlen közös gyermekük Courtney Wagner.
1981 novemberében már megkezdődött az Agyhalál című film forgatása, Christopher Walkennel. Hálaadás napja után Wagner, Walken és Wood Catalina szigetre mentek. Hajójuk, a Splendor Isthmus Cove-nál horgonyzott. Velük volt Dennis Davern, a hajó kapitánya, aki már évek óta dolgozott a párnak. Wood vagy el akarta hagyni a hajót, vagy a folyton a hajónak ütköző csónakot akarta átvinni a másik oldalra, amikor megcsúszott és a vízbe esett. Egy asszony egy közeli hajón hallott egy női hangot, aki segítség után kiált, de 15 perc múltán megszűntek a hangok. Az igazságügyi orvosszakértő megállapította, hogy Wood alkoholos állapotban esett a vízbe és megfulladt. A testén eséstől származó nyomokat is találtak. Később azt állították ruhája szívott túl sok vizet magába és az húzta a víz alá.
Wood halála után Wagner lett a törvényes gyámja Natasha Gregsonnak, Wood előző házasságából született lányának.
1982 elején Wagner Jill St. John színésznővel kezdett kapcsolatot, aki egyébként Natalie Wood és Stefani Powers gyermekkori ismerőse volt. 8 év együttélés után 1990. május 26-án házasodtak össze.
2006. szeptember 21-én megszületett első unokája, Katie kisfia Riley Wagner-Lewis.

## Filmjei
- 2015 - Tab Hunter Confidential ... önmaga
- 2014 - Másnaposok viadala (The Hungover Games) ... Liam
- 2009 - A legendás musztáng (The Wild Stallion) ... Novak
- 2007 - Filmbarát (Man in the Chair) ... Taylor Moss
- 2007 - Dennis, a komisz karácsonya (A Dennis The Menace Christmas) ... Mr. Wilson
- 2006 - Kis nagy hős (Everyone's Hero) ... Mr. Robinson (szinkronhang)
- 2006 - Bagolyvédők (Hoot) ... Grandy polgármester
- 2005 - Szupervihar 2. - Ha eljön a világvége (Category 7: The End of the World) ... Ryan Carr szenátor
- 2005 - A múmia átka (The Fallen Ones) ... Morton
- 2004 - El padrino ... Paul Fisch
- 2003 - A rejtélyek asszonya (Mystery Woman) ... Jack Stenning
- 2003 - Hollywoodi őrjárat (Hollywood Homicide) ... önmaga
- 2003 - Tökös srác (Sol Goode) ... Sol apja
- 2002 - Austin Powers – Aranyszerszám (Austin Powers in Goldmember) ... Number Two
- 2001 - Kutyafalka (The Retrievers) ... Durham Haysworth
- 2000 - Kettős játszma (Die Abzocker - Eine eiskalte Affäre) ... Felix Baumgartner
- 2000 - Merkuri űrprogram (Rocket's Red Glare) ... Gus Baker
- 1999 - Végzetes tévedés (Fatal Error) ... Albert Teal
- 1999 - KicsiKÉM – Austin Powers 2. (Austin Powers: The Spy Who Shagged Me) ... Number Two 1999
- 1999 - Ilyen a boksz (Play It to the Bone) ... Hank Goody
- 1999 - Tűzforró Alabama (Crazy in Alabama) ... Harry Hall
- 1998 - Hinni, mindenáron (Something to Believe In) ... Brad
- 1997 - Vad vágyak (Wild Things) ... Tom Baxter
- 1997 - Szőr Austin Powers: Őfelsége titkolt ügynöke (Austin Powers: International Man of Mistery) ... Number Two
- 1996 - Nyomoz a páros - Vadászidény (Hart to Hart: Harts in High Season) ... Jonathan Hart
- 1995 - Nyomoz a páros - Váratlan fordulat (Hart to Hart: Two Harts in 3/4 Time) ... Jonathan Hart
- 1995 - Nyomoz a páros - Egy arc a múltból (Hart to Hart: Secrets of the Hart) ... Jonathan Hart
- 1994 - Nyomoz a páros - Olajralépés (Hart to Hart: Home Is Where the Hart Is) ... Jonathan Hart
- 1994 - Nyomoz a páros - Eszelős szerelem (Hart to Hart: Crimes of the Heart) ... Jonathan Hart
- 1994 - Nyomoz a páros - Kaland a szigeten (Hart to Hart - Old Friends Never Die) ... Jonathan Hart
- 1993 - Újra nyomoz a páros (Hart to Hart Returns) ... Jonathan Hart
- 1993 - A Sárkány – Bruce Lee élete (Dragon: The Bruce Lee Story)
- 1993 - Veszélyes mélység (Les Audacieux)
- 1992 - Drágakövek (Jewels) ... Charles Davenport
- 1992 - A játékos (The Player)
- 1991 - Tévedés (False Arrest)
- 1989 - 80 nap alatt a Föld körül (Around the World in 80 Days) ... Alfred Bennett
- 1988 - Istenek malmai (Windmills of the Gods) ... Mike Slade
- 1987 - Tolvajrománc (Love Among Thieves) ... Mike Chambers
- 1983 - A rózsaszín párduc átka (Curse of the Pink Panther)
- 1982 - A rózsaszín párduc nyomában (Trail of the Pink Panther)
- 1979 - Airport '79 - A Concorde (The Concorde - Airport '79)
- 1976 - A midwayi csata (Midway) ... Ernest L. Blake hadnagy
- 1974 - Pokoli torony (The Towering Inferno)
- 1973 - Szeretők (The Affair) ... Marcus Simon
- 1972 - Madame Sin ... Anthony Lawrence
- 1970 - A víz alatti város (City Beneath the Sea)
- 1969 - Győzni Indiananapolisban (Winning)
- 1968 - A legnagyobb köteg (The Biggest Bundle of Them All) ... Harry Price
- 1967 - Banning
- 1966 - Célpontban (Harper) ... Allan Taggert
- 1963 - A rózsaszín párduc (The Pink Panther)
- 1962 - Altona foglyai (I sequestrati di Altona) ... Werner von Gerlach
- 1962 - A leghosszabb nap (The Longest Day) ... amerikai elöljáró #1
- 1960 - Ezek a nagyszerű, fiatal kannibálok (All the Fine Young Cannibals) ... Chad Bixby
- 1959 - Felmond nekem (Say One for Me)
- 1958 - In Love and War ... Frank "Frankie" O'Neill
- 1957 - Stopover Tokyo ... Mark Fannon
- 1956 - Halálcsók (A Kiss Before Dying) ... Bud Corliss
- 1956 - Ég és pokol között (Between Heaven and Hell)
- 1954 - A bátor herceg (Prince Valiant) ... Prince Valiant
- 1954 - A kettétört lándzsa (Broken Lance) ... Joe
- 1953 - Túl a korallzátonyon (Beneath the 12 Mile Reef) ... Tony Petrakis
- 1953 - Titanic ... Giff Rogers
- 1952 - With a Song in My Heart ... GI ejtőernyős
- 1951 - The Frogmen ... j.g. Franklin hadnagy
- 1950 - Halls of Montezuma ... Coffman
- 1950 - Boldog évek (The Happy Years) ... Adams - Cleaves Catcher

### Televíziós szerepek
- 2014 - Vérmes négyes ... Jim
- 2012 - A liga ... Gumpa Duke
- 2012 - Míg az élet el nem választ ... Douglas
- 2010-15 - NCIS ... Vendégszereplő, mint Anthony DiNozzo Sr.
- 2007–08 - Két pasi – meg egy kicsi Vendégszereplő, mint Teddy, Alan és Charlie anyjának a barátja
- 2007 - Vagányok - Öt sikkes sittes ... Anthony Westley
- 2006 - Las Vegas ... Alex Avery
- 2006 - Jogi játszmák ... Barry Gold
- 2003-06 - Hope & Faith ... Jack Fairfield
- 1997 - Seinfeld ... Mickey Abbot apja, Dr. Abbot
- 1995 - Cybill ... Jonathan Hart
- 1991 - Delirious ... Jack Gates
- 1985–86 - Lime Street ... James Greyson Culver
- 1980–82 - The Jacques Cousteau Odyssey ... Narrátor
- 1979–84 - A Hart-eset (Hart to Hart) ... Jonathan Hart
- 1975-78 - Switch ... Pete T. Ryan
- 1972–74 - Colditz ... Flight Lieutenant Phil Carrington
- 1972 - San Francisco utcáin ... David J. Farr
- 1970-71 - The Name of the Game ... Dave Corey / Nick Freitas
- 1968–70 - It Takes a Thief ... Alexander Mundy
- 1963 - The Eleventh Hour ... Kenny Walsh
- 1955-56 - The 20th Century-Fox Hour ... Wade Connors
- 1953 - Jukebox Jury ... Saját maga

## Fordítás
- Ez a szócikk részben vagy egészben  a   Robert Wagner című angol Wikipédia-szócikk ezen változatának fordításán alapul.  Az eredeti cikk szerkesztőit annak laptörténete sorolja fel. Ez a jelzés csupán a megfogalmazás eredetét és a szerzői jogokat jelzi, nem szolgál a cikkben szereplő információk forrásmegjelöléseként.